# Pueblo-volkeren

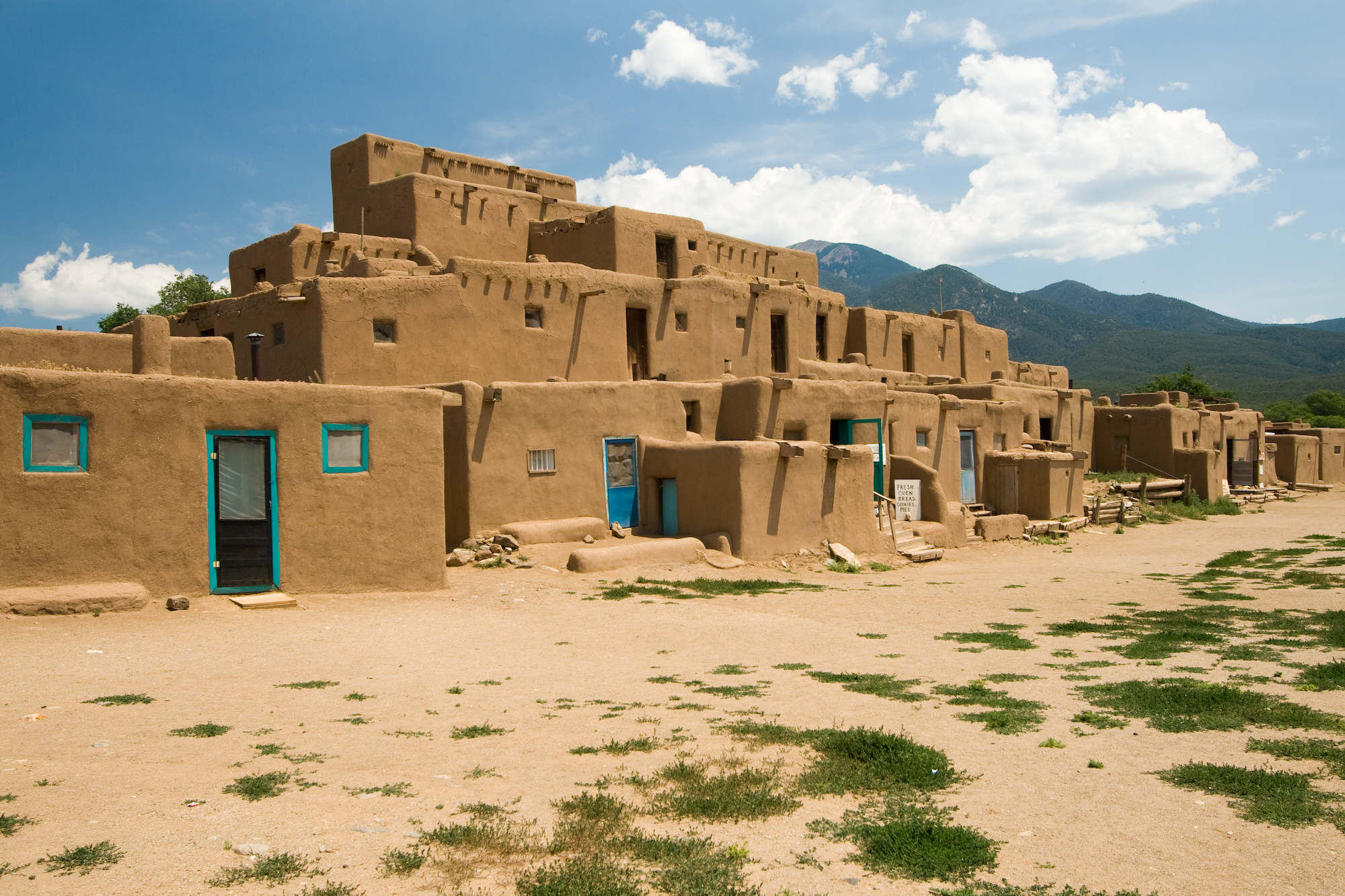
Taos Pueblo

Pueblo-volkeren is de verzamelnaam van die indiaanse volkeren van Noord-Amerika die in pueblos leven. Deze omvatten de huidige Hopi, Keresan, Acoma, Tano en Zuni. Hun voorgangers, de Hohokam, Anasazi, Mogollon en Sinagua, worden "Oude Pueblovolkeren" genoemd.

## Woongebied en talen
De Pueblo-volkeren leven in het noorden van Mexico en in de huidige staten Arizona en New Mexico, op het Coloradoplateau en aan de Rio Grande en haar zijrivieren. Tegenwoordig worden er nog 30 nederzettingen bewoond.
De Pueblo-volkeren behoren tot verschillende taalfamilies, die op hun beurt zijn onderverdeeld in verschillende hoofdtalen. De grootste taalgroep hier is het Tano, die tot de Kiowa-Tano taalfamilie behoort. Het Tano omvat drie hoofdtalen, namelijk Tiwa, Tewa en Towa. Tiwa wordt gesproken door de inwoners van Taos Pueblo, Picuris, Sandia en Isleta. Tewa is de taal in de pueblos Nambe, Pojoaque, San Ildefonso, San Juan, Santa Clara en Tesuque. Jemez is de enige pueblo waar het Toba nog gesproken wordt.
Een andere taalgroep zijn de Kerestalen, waarvan de sprekers verspreid leven onder de Tano-sprekers aan de Rio Grande en haar zijrivieren, in de pueblos van Cochiti, Santo Domingo, San Felipe, Santa Ana en Zia, en verder naar het westen in Laguna en Acoma. Nog verder naar het westen ligt Zuni Pueblo, waar het Zuni wordt gesproken. In het noorden van Arizona, op drie mesa's van het Coloradoplateau, wonen de Hopi, die taalkundig tot de Shoshone-tak van de Uto-Azteekse taalfamilie behoren.
Ondanks de verschillende talen lijken de culturen in grote mate op elkaar. Vermoed wordt dat de taalkundige verscheidenheid teruggaat tot de introductie van de landbouw. De culturele overeenkomsten zijn enerzijds ontstaan door directe uitwisseling, anderzijds worden ze verklaard door gelijktijdige evolutionaire ontwikkelingen onder dezelfde of gelijkaardige omgevingsomstandigheden.
Op basis van de locatie van hun dorpen kan men de Pueblo in twee groepen verdelen. De oostelijke Pueblo (sprekers van Tano en Keres) leven aan de Rio Grande en haar zijrivieren en beschikken daarmee over een permanente waterbron waardoor irrigatielandbouw kan worden beoefend. De westelijke pueblo (Hopi, Zuñi, Acoma en Laguna) zijn afhankelijk van droge akkerbouw vanwege een gebrek aan constante watervoorziening.